# Civitates orbis terrarum
Civitates orbis terrarum (traducibile in italiano come "Le città del mondo") fu un progetto editoriale, concepito come un complemento dell'atlante mondiale Theatrum Orbis Terrarum (1572) di Abraham Ortelius, divenuto la più completa raccolta di viste panoramiche, mappe e commenti testuali di città di tutto il mondo pubblicata durante l'età moderna.
L'opera fu portata a compimento da un vasto gruppo di artisti, informatori e collaboratori guidati da Georg Braun (1541-1622), canonico della cattedrale di Colonia, principale promotore e coordinatore generale. I disegni originali furono realizzati da diversi autori, in particolare Joris Hoefnagel (alias Georg Hoefnagel o Hufnagel), pittore fiammingo che visitò molti paesi per comporre le sue viste panoramiche.
Frans Hogenberg venne incaricato di realizzare la maggior parte delle piastre per la stampa. I testi latini che accompagnano le immagini, in gran parte scritti da Braun stesso, sono di natura descrittiva e si riferiscono alla storia, la geografia e gli aspetti sociali ed economici di ogni città. L'opera fu pubblicata in sei volumi, apparsi negli anni successivi (1572, 1575, 1581, 1588, 1598 e 1617), ristampata più volte in diversi paesi.

## Galleria d'immagini

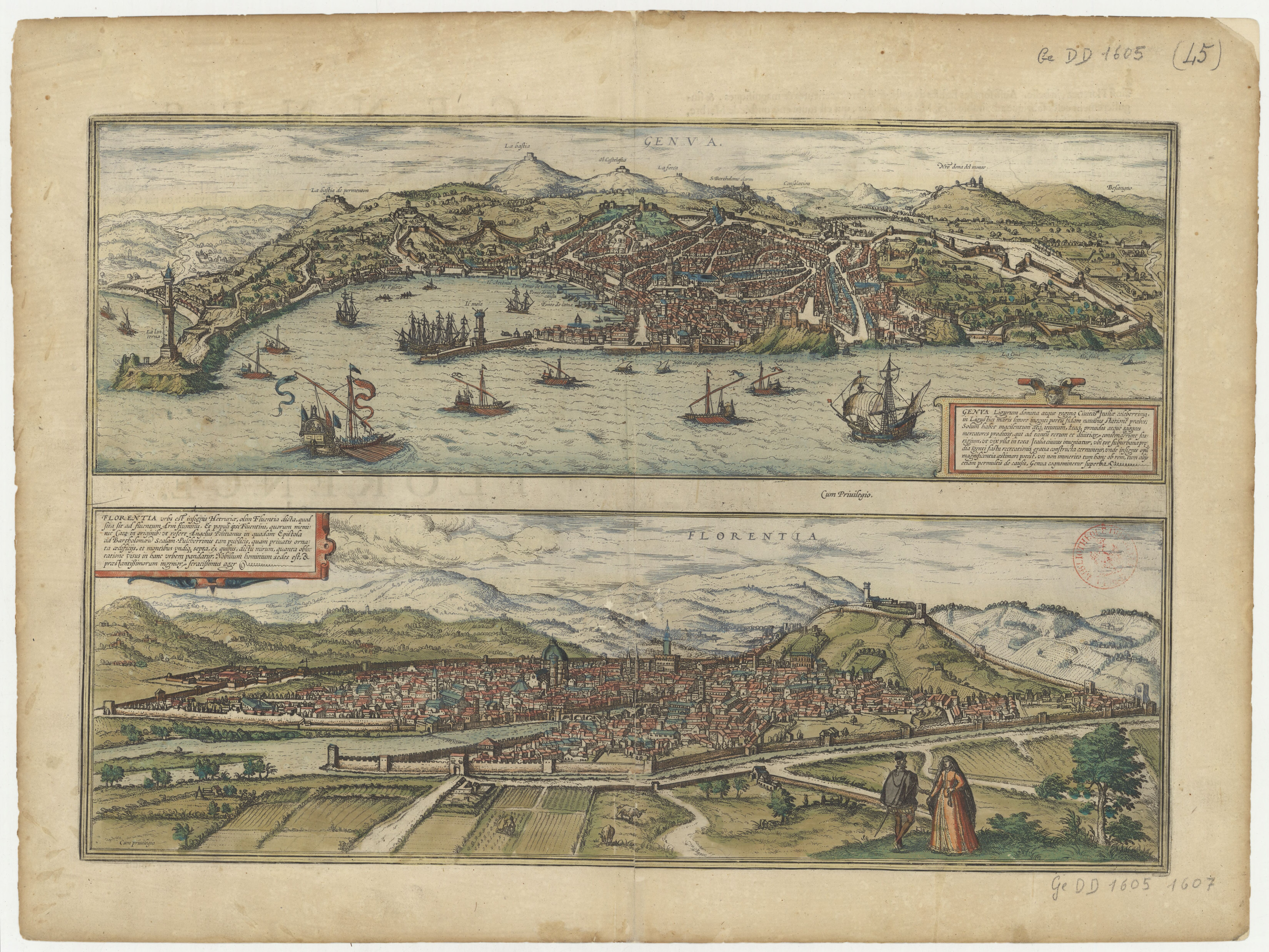
Vedute di Genova e Firenze
Costantinopoli
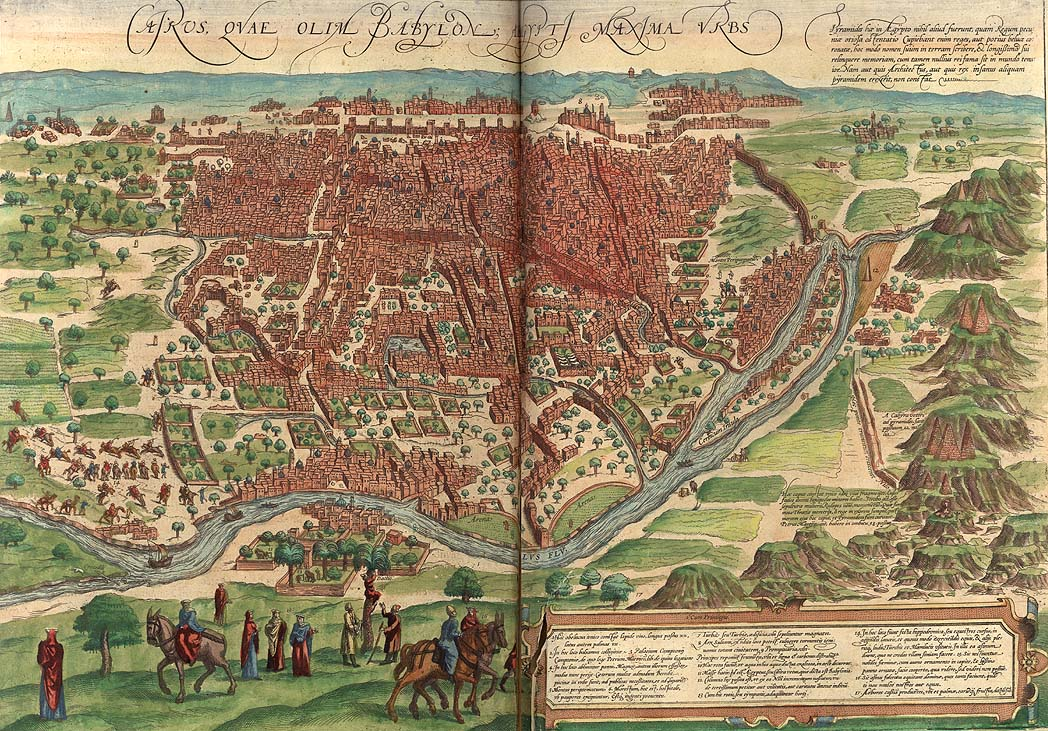
Il Cairo